# James Dixon

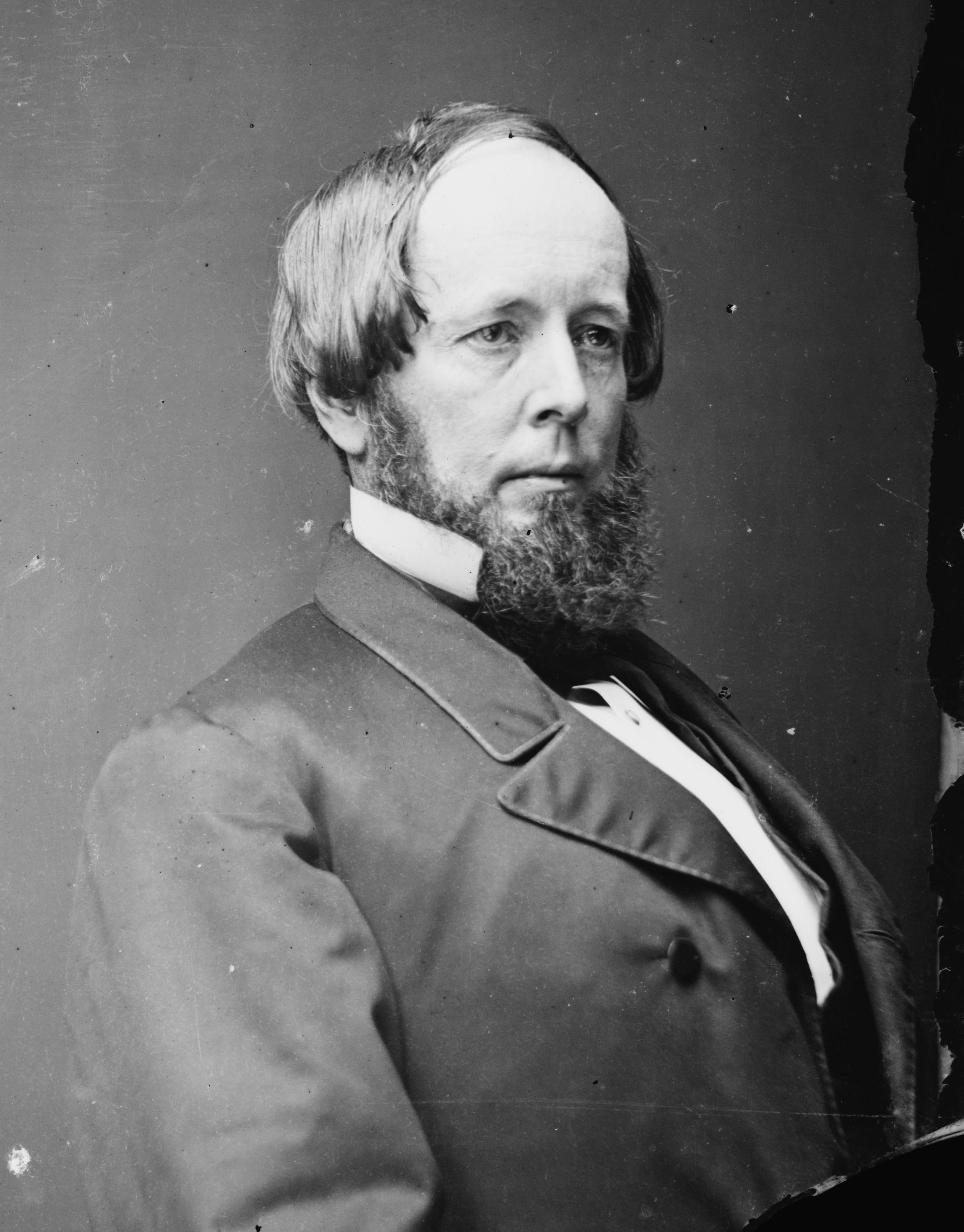
James Dixon

James Dixon, född 5 augusti 1814, död 27 mars 1873, var en amerikansk politiker och ledamot av USA:s representanthus och USA:s senat från  Connecticut.

## Tidigt liv
Dixon föddes i Enfield, Connecticut. Han avlade examen vid Williams College i Williamstown i Massachusetts 1834, där han var medlem av studentföreningen Kappa Alpha Society. Han blev invald i Phi Beta Kappa. Han studerade juridik och antogs till advokatsamfundet 1834, sedan började han arbeta som advokat i Enfield.

## Representanthuset
Dixon var ledamot av Connecticuts representanthus 1837–1838 och var talman 1837. Han flyttade till Connecticuts huvudstad Hartford 1839 och fortsatte att arbeta som advokat där. Han valdes återigen till Connecticuts representanthus 1844. Han valdes för Whigpartiet till USA:s representanthus hösten 1844 och tjänstgjorde i två mandatperioder, från den 4 mars 1845 till den 3 mars 1849. Han var åter ledamot av Connecticuts representanthus 1854. Det året tackade han nej till att kandidera till posten som guvernör i Connecticut, men kandiderade till USA:s senat, dock utan att bli invald.

## Senaten
Dixon valdes för Republikanerna till USA:s senat 1856. Han återvaldes 1863 och tjänstgjorde från den 4 mars 1857 till den 3 mars 1869. Under en del av sin tid i senaten var han ordförande för utskottet för att kontrollera senatens utgifter och ledamot av utskotten för District of Columbia och postverket.
Han kandiderade för Demokraterna till både senaten och representanthuset 1868, men förlorade, i huvudsak för att han hade varit den förste republikanske senatorn som motsatte sig riksrätten mot president Andrew Johnson. Han utnämndes till envoyé till Ryssland 1869, men tackade nej.

## Senare år
James Dixon ägnade sig åt litteratur och långa resor, till dess han gick bort i Hartford den 27 mars 1873. Han begravdes på Cedar Hill Cemetery i Hartford, Connecticut.